# Vitulazio
Vitulazio (Vitulaccio fino al 1882) è un comune italiano di 7 713 abitanti della provincia di Caserta in Campania.

## Geografia fisica
Il centro di Vitulazio è ubicato alle falde meridionali del Monte Tutuli e alla destra del fiume Volturno. È immerso in una verde e fertile campagna dell’Agro caleno, ed è attraversato dal torrente Agnena. Il comune è situato in una zona strategica dal punto di vista della logistica nazionale, essendo crocevia di tre importanti vie di comunicazione come la SS7 Appia, la SS Casilina e l'autostrada del Sole, con l'uscita di Capua. Proprio per questo motivo sono sorte negli anni numerose industrie ed aziende del settore logistico, creando un unico agglomerato industriale che da Capua comprende l'intero agro Caleno.

## Origini del nome
Le prime fonti fanno risalire il nome del paese a Vitulacius e secondo la versione popolare ci sono due ipotesi che fanno discendere tale nominativo. La prima afferma che vitulus ("vitello") e aptius ("più adatto", comparativo dell'aggettivo aptus), la cui espressione finale sarebbe "luogo alquanto adatto all'allevamento dei vitelli".
La seconda ipotesi invece fa derivare il nome da Vitulus (diminutivo di Vitus) e aceus ("campo coltivato" dal latino medioevale). Pertanto la deduzione finale sarebbe quindi da intendersi che il primo agglomerato di paese si sia avuto su un pezzo di campagna di proprietà di un certo Vito.
L'8 agosto 1806, con un decreto, Giuseppe Bonaparte diede autonomia amministrativa al piccolo borgo che assunse il nome di Vitulaccio. Il paese continuò a chiamarsi così fino al 3 dicembre 1882, quando il re Umberto I con un regio decreto proclamava che dal 1º gennaio 1883 il paese avrebbe assunto la nuova denominazione di Vitulazio.

## Storia
Le sue origini si fanno risalire al III secolo d.C. ed era un vicus romano, cioè un'unità minima insediativa, non murata, con carattere esclusivamente agricolo.
La storia di Vitulazio è legata a quella di Capua. Infatti, già nel X secolo, Vitulazio era annoverato tra i casali (traduzione medioevale dei vicus romani) di Capua.
Durante il periodo fascista, Vitulazio formava con la vicina Bellona un unico comune denominato Villa Volturno.
Il territorio si estende: ad est, fino al ponte sul Rivo del Maltempo (oggi ponte dei 54 Martiri), alla Masseria La Starza e, quindi fino al Viale dei Platani che da Bellona conduce a Capua; a sud, fino al bivio della Molinella, cioè a meno di un chilometro da Capua centro; ad ovest, fino a Mezza Maiorana e, precisamente, a ponte della Lupara, sul Canale dell'Agnena Nuova; a nord, da Madonna del Monticello e, lungo il crinale del Monte Tutuli, a quota 196 s.l.m., fino a qualche centinaio di metri da Madonna degli Angeli di Bellona.

### Simboli
Lo stemma comunale è costituito da uno scudo sannitico. Al suo interno è raffigurato su uno sfondo bianco un pino, retto simbolicamente dalle zampe anteriori e una posteriore da due vitelli controrampanti; l'altra zampa posteriore poggia su un piano di colore azzurro. Ai lati dello scudo sono disegnate un ramo di alloro e uno di quercia, entrambi aventi bacche d'oro, e intrecciati alla base con un nastro rosso.
Il gonfalone è formato da un drappo diviso in due bande verticali, rispettivamente di colore verde chiaro e bianco; al centro è posizionato lo stemma sopra descritto sormontato da una corona con nove merli di colore argento e abbracciato da un fregio frondiforme argentato intrecciato alla base. Sulla parte alta è incisa la scritta "Comune di Vitulazio".

## Monumenti e luoghi d'interesse

### Chiesa di Santa Maria dell'Agnena
La chiesa principale è dedicata a Santa Maria dell'Agnena, da cui prende il nome l'omonima parrocchia. Costruita nel XVIII secolo, domina l'intero centro abitato, in quanto è situata sulla parte più alta del paese ai piedi del Monte Tutuli e al suo interno si trovano numerosi dipinti dell'Ottocento di pittori napoletani della scuola di Posillipo di pregevole fattura.
La costruzione della chiesa parrocchiale iniziò nel 1774 e terminò nel 1803. Tutti i dipinti e i decori sugli intonaci furono invece realizzati in epoche successive. L'attuale chiesa fu costruita nelle vicinanze di un'altra chiesa più piccola, che crollò ancor prima che si concludessero i lavori della nuova chiesa parrocchiale; i vitulatini furono pertanto costretti ad entrare nella nuova chiesa sebbene i lavori fossero ancora in corso. La chiesa si trova in quella che un tempo era la zona più alta del paese.
Si sviluppa secondo un unico asse ed è ad unica navata e con il soffitto a volta. Ai due lati ha annessi due ambienti: a sinistra la Cappella di San Michele Arcangelo mentre a destra la sacrestia.
La volta della navata è decorata con quattro dipinti principali centrali a tempera molto grandi, ognuno dei quali ha ai due lati due medaglioni e più in giù, sopra ogni finestra, una grande lunetta con la raffigurazione di un angelo.
Alcuni dipinti furono realizzati nel 1925 dal pittore Olivieri. I dipinti della volta raffigurano L'agonia di Gesù nel Getsemani, Gesù all'età di dodici anni che parla coi dottori nel tempio, San Francesco mentre riceve le stimmate, il Cuore di Gesù tra San Domenico e Santa Caterina da Siena. I medaglioni laterali raffigurano alcuni vescovi e santi importanti: San Benedetto, San Panfilo, San Giovanni Crisostomo, San Roberto Bellarmino, San Girolamo, Sant'Ambrogio, Sant'Agostino e San Simmaco. Sulla parete d'ingresso della chiesa, ai due lati, sopra le due nicchie molto ampie si possono ammirare i dipinti del Battesimo di Gesù a sinistra e quello del Buon Pastore a destra.
I lavori di restauro del 1997 hanno permesso di evidenziare i colori originari con cui fu pitturata la chiesa all'epoca della sua costruzione: si tratta di un giallo paglierino molto tenue. Con quegli stessi colori è stata ridipinta ultimamente la chiesa, eliminando così tutti i falsi marmi e le altre decorazioni che, realizzate pochi decenni fa, avevano di molto appesantito l'ambiente.
Le pareti della navata sono ad arcate, quattro per ogni lato. All'interno di ogni arcata si trova una tela o una statua, ad eccezione della prima arcata di destra e di sinistra, nelle quali si trovano le porte che conducono alla cappella di S. Michele e alla sacrestia.
Le tele sono di notevole valore artistico e quelle più antiche appartenevano già all'antica chiesa, poi crollata. Quelle conservate nella chiesa madre sono quattro e raffigurano: San Giuseppe morente, Santa Maria delle Grazie, L'Ultima Cena e Santa Maria del monte Carmelo. Quest'ultima tela raffigura la Santa Vergine con ai lati San Biagio, San Sebastiano, Santa Matrona e Santa Lucia, è la più antica e risale agli inizi del Settecento; essa è stata ritrovata durante i recenti lavori di restauro. La tela dell'Ultima Cena porta la firma del pittore napoletano Giacinto Gigante.
L'abside risulta più riccamente decorata con stucchi e affreschi. Sui due basamenti da cui ha inizio l'abside si possono ammirare due medaglioni, uno a sinistra raffigurante San Gennaro ed uno a destra raffigurante Sant'Alfonso; sulle due pareti laterali dell'abside quattro dipinti, anche questi come tutti gli altri, realizzati con tecnica a tempera: a sinistra troviamo la scena dell'Annunciazione di Maria, più in alto, già nella volta, la scena del Discorso della Montagna; a destra la scena dell'Assunzione di Maria, più in alto, già nella volta, la scena dell'Ultima cena.
Al centro della volta dell'abside è ubicato un affresco del 1899; è l'unico, tra quelli presenti nella chiesa, a non essere stato realizzato con tecnica a tempera. Autore dell'affresco è un pittore napoletano, un certo Barbato. L'affresco descrive una scena dell'Apocalisse: al centro vi è l'Agnello pasquale seduto sul libro dei sette sigilli, circondato da due angeli in adorazione e da numerosi vegliardi. Anche questo dipinto è stato ritrovato durante i lavori di restauro del 1997; l'affresco era stato infatti ricoperto, nel 1960 circa, da una tela realizzata da un pittore vitulatino.
Sulla parete frontale dell'abside, attualmente si trova una grande tela di Gaetano Gigante, padre del più noto Giacinto, datata anno 1800; la tela rappresenta la Vergine dell'Agnena, seduta su di un basamento, avente ai piedi un agnello e ai lati Santo Stefano, patrono di Vitulazio, e San Giovanni Battista. In una nicchia laterale della navata.una statua lignea del XVIII raffigurante S. Maria dell'Agnena, titolare della chiesa stessa come era in origine fino agli anni sessanta. la statua tra gli anni seesanta e duemila era ubicata in una nicchia nella parete frontale dell'abside.
Sempre in sacrestia si possono ammirare altre statue lignee molto antiche come: Sant'Anna con Maria Bambina, Santa Lucia e l'Ecce Homo.
Infine nell'attigua Cappella di S. Michele si possono ammirare una piccola tela raffigurante l'Arcangelo Michele e due statue lignee raffiguranti una L'Arcangelo S. Michele che vince Lucifero e l'altra l'Arcangelo Raffaele.
Alle spalle della chiesa madre si trova l'omonimo centro parrocchiale, moderno ed attrezzato, al centro del quale è ubicata dall'anno 2000 l'enorme croce alta 33 m, realizzata in ferro e cemento armato. Tale opera ciclopica fu voluta dall'allora parroco Pietro Lagnese (poi diventato vescovo), per ricordare il Giubileo del 2000; la sua altezza (33 metri) simboleggia gli anni di Gesù.

### Palazzo dei conti Capece Galeota
Si tratta di un palazzo dalle enormi dimensioni a pianta rettangolare realizzato nei primi anni del XIX secolo. Il palazzo, presenta i caratteri propri della casa padronale di una economia contadina, e un tempo era circondato da un ampio parco verde e si trovava alla periferia del paese, in località Tutuni.

### Casino di caccia dei Borbone
La costruzione si sviluppa lungo l'asse del viale alberato del palazzo Capace Galeota, alle prime falde collinari. Realizzato a forma di torre nei primi anni dell'Ottocento dai Borbone di Napoli, era dagli stessi frequentato per le loro evasioni venatorie. Ancora oggi si presenta in buone condizioni.

### Villa Rotondo
Realizzata nei primi anni del Novecento secondo lo stile liberty era circondata da un giardino in stile mediterraneo. Dopo la Seconda guerra mondiale, l'edificio rimase illeso ai bombardamenti americani, ospitò gli uffici municipali fino agli anni cinquanta. Dopo diversi decenni di abbandono la villa e il suo giardino sono stati ristrutturati.

### Piazza Riccardo II
La piazza principale dell'abitato è intitolata a Riccardo II, principe normanno di Capua, mentre è ribattezzata localmente Cavajuolo, in quanto si sviluppa su di un'area in cui sono presenti numerose cave sotterranee, adibite nei secoli passati all'estrazione del tufo. Vi ha sede la casa delle Ancelle dell'Immacolata.

### Piazza Papa Giovanni XXIII
Nella piazza Papa Giovanni XXIII, anche nota come Piazza Padre Pio, è presente una statua in bronzo non di Papa Giovanni XXIII, come il toponimo farebbe giustamente supporre, bensì di Padre Pio.

### Piazza Vitulatini nel Mondo
Si tratta di una spiazzo realizzato verso la fine degli anni novanta, intitolato ai Vitulatini nel Mondo, oggi noto come Piazza Mercato. Grazie alla sua capienza viene adibito al mercato settimanale (il venerdì), concerti musicali, sagre e altre manifestazioni popolari e tradizionali.

## Società

### Evoluzione demografica
Abitanti censiti

### Etnie e minoranze straniere
Secondo i dati ISTAT al 1º gennaio 2022 la popolazione straniera residente era di 373 persone in rappresentanza del 4,9% della popolazione residente. Le nazionalità maggiormente rappresentate in base alla loro percentuale sul totale della popolazione residente erano:
- Romania 115
- Albania 81
- Ucraina 40
- Cina 23
- India 15

### Lingue e dialetti
Il dialetto vitulatino è strutturalmente affine al napoletano, presentando alcune differenze per quanto riguarda il lessico, l'accento, la prosodia e alcune costruzioni grammaticali. Ad esempio, la geminata /l/ nelle parole di genere maschile in napoletano subisce una regolare palatalizzazione: nap. chillo (it. quello) > vitul. chiglio, l'utilizzo dell'articolo: nap. o (it. il, lo)> vitul. u

### Tradizioni e folclore
La festa patronale è dedicata a S. Maria dell'Agnena, e si svolge a partire dal giovedì in Albis, per poi culminare nella solenne processione di lunga durata della domenica in Albis, dove la sacra effigie della Madonna viene adagiata su di un grande carro addobbato con fiori e accompagnata da circa 90 carristi per le strade del paese.

## Infrastrutture e trasporti

### Ferrovie
Il comune di Vitulazio è sprovvisto di stazione e collegamenti ferroviari.

### Mobilità urbana
Vitulazio è servita dalla linea 5 di Air Campania che la collega ai comuni limitrofi di Capua, Bellona, Camigliano, Pastorano, Giano Vetusto. 
Non è presente alcun collegamento diretto con il capoluogo provinciale, Caserta.

## Amministrazione
| Periodo | Periodo   | Primo cittadino   | Partito                                | Carica                    | Note |
| ------- | --------- | ----------------- | -------------------------------------- | ------------------------- | ---- |
| 1995    | 1999      | Achille Cuccari   | Cristiani Democratici Uniti            | Sindaco                   |      |
| 1999    | 2004      | Achille Cuccari   | Lista civica (centro)                  | Sindaco                   |      |
| 2004    | 2009      | Luigi Romano      | Lista civica (Democratici di Sinistra) | Sindaco                   |      |
| 2009    | 2014      | Achille Cuccari   | Lista civica (UdC)                     | Sindaco                   |      |
| 2014    | 2017      | Luigi Romano      | Lista civica (PD)                      | Sindaco                   |      |
| 2017    | 2018      | Daniela Chemi     |                                        | Commissario straordinario |      |
| 2018    | 2023      | Raffaele Russo    | Lista civica Patto per Vitulazio       | Sindaco                   |      |
| 2023    | in carica | Antonio Scialdone | Lista civica Amiamo Vitulazio          | Sindaco                   |      |